# Kellett XR-8
Kellett XR-8 (pozneje XH-8) je bil eksperimentalni sinhropter, ki so ga zgradili v času 2. svetovne vojne. Poganjal ga je 245 konjski protibatni motor Franklin O-405-9. Dva rotorja, nameščena na dveh ločenih gredeh sta se vrtila v nasprotnih smereh, tako da ni bil potreben repni rotor. Prvi let so izvedli  7. avgusta 1944.

## Različice
- XR-8 - prva verzija (1 zgrajen)
- XR-8A - Verzija z dvokrakimi rotorji (1 zgrajen)
- XR-8B - ni bila zgrajena

## Specifikacije (XR-8)
- Posadka: 2
- Dolžina: 22 ft 7 in (6,9 m)
- Premer rotorjev: 2× 36 ft 0 in (10,9 m)
- Višina: 11 ft 0 in (3,4 m)
- Prazna teža: 2320 lb (1052 kg)
- Gros teža: 2975 lb (1349 kg)
- Motorji: 1 × Franklin O-405-9, 245 KM (183 kW)

- Maks. hitrost: 100 mph (160 km/h)
- Višina leta (servisna): 6700 ft (2050 m)